# 派洛特諾布鎮區 (伊利諾伊州華盛頓縣)
派洛特諾布鎮區（英語：Pilot Knob Township）是位於美國伊利諾伊州華盛頓縣的一個行政鎮區。

## 地方資料
根據2010年美國人口普查的數據，派洛特諾布鎮區的面積為91.50平方千米，當中陸地面積為91.30平方千米，而水域面積為0.20平方千米。當地共有人口538人，而人口密度為每平方千米5.88人。